# ОФК шампионат у фудбалу за жене 1998.
ОФК првенство за жене 1998. било је шесто ОФК првенство у женском фудбалу (познато и као Куп женских нација ОФК-а). Турнир је одржан у Окланду на Новом Зеланду између 9. и 17. октобра 1998. То је била шесто издање ОФК првенства за жене. ОФК првенство за жене 1998, као и његово претходна издања, служило је као квалификациони турнир ОФК-а за Светско првенство у фудбалу за жене 1999. године. ОФКу је додељено једно место за учешће на СП и освојио га је победник турнира, Аустралија.

## Екипе учеснице
У "курзиву" дебитанти.
| Екипе учеснице | Екипе учеснице     | Екипе учеснице |
| -------------- | ------------------ | -------------- |
| Аустралија     | Нови Зеланд        | Самоа          |
| Фиџи           | Папуа Нова Гвинеја | Америчка Самоа |

### Нису учествовале
- Кукова Острва
- Нова Каледонија
- Соломонова Острва
- Француска Полинезија
- Тонга
- Вануату

## Прво коло

### Група А
| Екипа       | Ута | Поб | Нер | Изг | ГД | ГП | ГР  | Бод |
| ----------- | --- | --- | --- | --- | -- | -- | --- | --- |
| Нови Зеланд | 2   | 2   | 0   | 0   | 35 | 0  | +35 | 6   |
| Фиџи        | 2   | 1   | 0   | 1   | 5  | 14 | −9  | 3   |
| Самоа       | 2   | 0   | 0   | 2   | 0  | 26 | −26 | 0   |

| Нови Зеланд | 21 : 0   | Самоа |
| --- | -------- | ----- |
| Пернил Андерсен 9’, 11’, 18’, 38’, 45’, ?’ · Венди Хендерсон 16’, 75’, 78’, 86’ · Саша Хаскел 12’, 28’, 40’, 67’ · Непознато 22’ (а.г.) · Мишел Кокс 52’, 83’ · Ники Смит 62’, 66’ · Аманда Крафорд 64’ · Маја 82’ | Извештај |       |

| Нови Зеланд | 14 : 0   | Фиџи |
| --- | -------- | ---- |
| Пернил Андерсен 6’, 9’, ?’, 45+?’, 47’, 77’, ?’ · Саша Хаскел 17’, 29’, 32’ · Мелиса Раско 31’ · Мишел Кокс 45+?’ · Аманда Крафорд 65’ · Ники Смит ?’ | Извештај |      |

| Фиџи               | 5 : 0 | Самоа |
| ------------------ | ----- | ----- |
| Лосана Кубулала ?’ |       |       |

### Група Б
| Екипа              | Ута | Поб | Нер | Изг | ГД | ГП | ГР  | Бод |
| ------------------ | --- | --- | --- | --- | -- | -- | --- | --- |
| Аустралија         | 2   | 2   | 0   | 0   | 29 | 0  | +29 | 6   |
| Папуа Нова Гвинеја | 2   | 1   | 0   | 1   | 9  | 8  | +1  | 3   |
| Америчка Самоа     | 2   | 0   | 0   | 2   | 0  | 30 | −30 | 0   |

| Аустралија | 21 : 0   | Америчка Самоа |
| --- | -------- | -------------- |
| Натали Томас 4’, 35’, 55’ · Лиса Касагранде 19’, 59’ · Аниса Тан 28’ · Черил Салсбери 29’, 58’, 72’, 81’ · Шарон Блек 37’, 68’, 88’, 90+5’ · Алиша Фергусон 44’, 79’ · Еми Даган Тејлор 50’ · Алисон Форман 66’ · Џоан Питерс 78’ · Кетрин Бојд 90+6’ | Извештај |                |

| Аустралија                                                                                       | 8 : 0    | Папуа Нова Гвинеја |
| ------------------------------------------------------------------------------------------------ | -------- | ------------------ |
| Шерон Блек 3’, 18’, 22’ · Лиса Касагранде 28’ · Черил Салсбери 66’, 67’, 86’ · Кетрин Бојд 90+2’ | Извештај |                    |

## Нокаут фаза
|  | Полуфинале         | Полуфинале |                      |    | Финале | Финале |
|  |                    |            |                      |    |        |        |
|  | 15. октобар        |            |                      |    |        |        |
|  |                    |            |                      |    |        |        |
|  | Нови Зеланд        | 5          |                      |    |        |        |
|  | Нови Зеланд        | 5          | 17. октобар – Окланд |    |        |        |
|  | Папуа Нова Гвинеја | 0          |                      |    |        |        |
|  | Папуа Нова Гвинеја | 0          | Нови Зеланд          | 1  |        |        |
|  | 15. октобар        |            | Нови Зеланд          | 1  |        |        |
|  |                    | Аустралија | 3                    |    |        |        |
|  | Аустралија         | Аустралија | 3                    | 17 |        |        |
|  | Аустралија         |            |                      | 17 |        |        |
|  | Фиџи               | 0          |                      |    |        |        |
|  | Фиџи               | 0          | Треће место          |    |        |        |
|  |                    |            |                      |    |        |        |
|  | 17. октобар        |            |                      |    |        |        |
|  |                    |            |                      |    |        |        |
|  | Папуа Нова Гвинеја | 7          |                      |    |        |        |
|  | Папуа Нова Гвинеја | 7          |                      |    |        |        |
|  | Фиџи               | 1          |                      |    |        |        |

### Полуфинале
| Нови Зеланд                                                                             | 5 : 0    | Папуа Нова Гвинеја |
| --------------------------------------------------------------------------------------- | -------- | ------------------ |
| Пернил Андерсен 6’, 55’ (п) · Венди Хендерсон 38’ · Џенифер Карлсли ?’ · Мишел Кокс 40’ | Извештај |                    |

| Аустралија | 17 : 0   | Фиџи |
| --- | -------- | ---- |
| Џули Мари 3’, 23’, 47’ · Анђела Ианиота 7’, 43’ · Кетрин Бојд 23’, 39’ · Шерон Блек 33’, 40’, 55’ · Џоан Питерс 49’, 53’, 58’, 81’ · Алиша Фергусон 69’, 72’ · Черил Салсбери 83’ | Извештај |      |

### Утакмица за треће место
| Папуа Нова Гвинеја | 7 : 1 | Фиџи |
| ------------------ | ----- | ---- |
|                    |       |      |

### Финале
| Нови Зеланд   | 1 : 3    | Аустралија                                           |
| ------------- | -------- | ---------------------------------------------------- |
| Ники Смит 77’ | Извештај | Џули Мари 2’ · Бриџит Стар 13’ · Лиса Касагранде 66’ |

Аустралија је победник турнира и квалификовала се за Светско првенство у фудбалу за жене 1999..

## Голгетерке
15. голова
- Пернил Андерсен

10. голова
- Шерон Блек

8. голова
- Черил Салсбери

7. голова
- Саша Хаскл

5. голова
- Џоан Питерс
- Венди Хендерсон

Аутогол
- Непознато (против Новог Зеланда)